# 江神橋
江神橋（こうじんばし）は、北海道旭川市の石狩川および函館本線に架かる北海道道98号旭川多度志線の道路橋。

## 橋梁諸元
- 種別 - 鋼道路橋
- 形式 - 7径間連続PC箱桁
- 橋長 - 327.6m （46.6m×7）
- 幅員 - 11.50m （車道9.0m + 歩道2.5m）
- 完成年度 - 1986年（昭和61年）

## 地理
上流側には近文大橋が、下流側には伊納大橋が架かっている。この道は深川市・留萌市に抜ける道の1つである。

## 歴史

### 架橋以前
江丹別では明治中期から開墾が始まったが、小作人が逃げてしまうほど旭川中心部に行くには相当不便な状態であった。まず最初に1900年4月、私設の渡船ができ、1902年に官設となって以来少し場所を変えつつ江丹別地区と旭川中心部を結ぶ重要な交通路として利用されてきた。

### 1957年の橋
時代は下り、橋を架けられる必要を認められ、国9割、地元1割の負担で橋を建設した。1953年工事開始、1957年12月20日完成、12月26日に通行を開始した。長さ179.0m、幅3.5-7.0mのコンクリートおよび木橋であった。

### 1966年の橋
老朽化に加え、狭い幅員が除雪の支障となることから、橋は架け替えられた。1966年11月10日完成、長さ200.0m、幅6.0mのPC単純T桁橋であった。

### 1986年の橋
交通量の増加に伴い、3度架け替えられる事となった。1979年工事開始、1986年12月完成。
座標: 北緯43度46分56.1秒 東経142度17分23秒 / 北緯43.782250度 東経142.28972度